# Frea viossati
Frea viossati är en skalbaggsart. Frea viossati ingår i släktet Frea och familjen långhorningar.

## Underarter
Arten delas in i följande underarter:
- F. v. viossati
- F. v. densepunctata